# Lordiphosa himalayana
Lordiphosa himalayana är en tvåvingeart som först beskrevs av Gupta 1991.  Lordiphosa himalayana ingår i släktet Lordiphosa och familjen daggflugor. Inga underarter finns listade i Catalogue of Life.